# ستيوارت إتش سميث
ستيوارت إتش سميث (بالإنجليزية: Stuart H. Smith)‏ هو محامي أمريكي، ولد في 15 سبتمبر 1960 في نيو أورلينز في الولايات المتحدة.